# 四個必須、三道防護網
四個必須、三道防護網，是由第14－15任中華民國總統蔡英文在2019年1月1日《2019新年談話》提出的海峽兩岸關係論述，也是繼「新四不」之後的另一個論述。該論述的發表時間，正好是挑在中國大陸召開「《告台灣同胞書》發表40周年紀念會」的前一天。

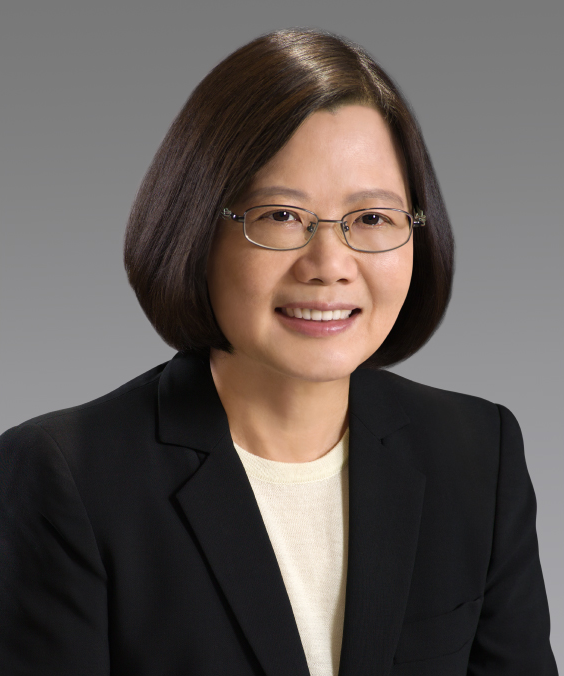
中華民國總統蔡英文（第14－15任）

## 摘要

### 四個必須
- 必須正視中華民國台灣存在的事實
- 必須尊重兩千三百萬人民對自由民主的堅持
- 必須以和平對等的方式來處理我們之間的歧異
- 必須是政府或政府所授權的公權力機構，坐下來談

### 三道防護網
- 民生安全防護網
- 資訊安全的防護網
- 強化兩岸互動中的民主防護網

## 各界反應
- 中國國民黨中央委員會文化傳播委員會副主任委員洪孟楷表示：「怪東怪西怪中共的論調」。[2]
- 臺中市市長盧秀燕表示：「總統元旦談話有其意義，人民都希望元旦談話少一點口號、少一點政治，多一點經濟，要幫助人民，這應該才是人民所願」。[3]
- 嘉義市市長黃敏惠表示：「國防外交兩岸是總統權責，中華民國是民主國家，總統要怎麼說，都予以尊重」。[4]
- 高雄市市長韓國瑜透過高雄市政府新聞局新聞稿提出三個必須，表示：「必須為兩岸人民的共同利益努力、必須交流溝通、必須互相尊重」。[5]
- 中国大陆《环球时报》社评以《蔡英文新年谈话装腔作势自欺欺人》為題，回應表示：「蔡英文讲话充满了欺骗和胡搅蛮缠，『中华民国台湾存在』全世界现在只有17个小国承认」，並表示：「台湾的前途要由14亿全体中国人民共同决定，它在法理上就不属于台湾居民的特权」。[6]